# БМО Харрис Брэдли-центр
БМО Харрис Брэдли-центр (англ. BMO Harris Bradley Center) — спортивная арена, расположенная в Милуоки, Висконсин. С момента её открытия в 1988 году и до 2018 года является домашней ареной для команд «Милуоки Бакс» (НБА) и мужской баскетбольной команды Университета Маркет. С 1988 по 2016 год здесь проводил свои домашние матчи клуб АХЛ «Милуоки Эдмиралс». После строительства нового спортивного комплекса «Файсерв-форум» «Брэдли-центр» планируют снести.

## История
Арена была открыта 1 октября 1988 года показательным матчем между «Чикаго Блэкхокс» и «Эдмонтон Ойлерз». Арена была построена, чтобы заменить устаревшую арену The MECCA (в настоящее время U.S. Cellular Arena), построенную в 1950 году. Арена стала подарком штату Висконсин от филантропов Джейн Петит и Ллойд Петит в память отца Джейн, Гари Линд Брэдли, одного из основателя компании Allen-Bradley.
Хотя арена была построена в 1988 году, на данный момент она является одной из самых старых среди домашних арен клубов НБА. Отсутствие современных сидений, экранов высокой точности, звуковой и осветительной аппаратуры, современных систем отопления, вентиляции, устаревший фасад и система парковки делают данную арену одной из самых устаревших арен в США.
21 мая 2012 года было объявлено, что BMO Harris Bank купили права на название сооружения и оно будет переименовано в «БМО Харрис Брэдли-центр».

## События
На арене проходили финальные игры NCAA Men’s Ice Hockey Championship в 1993, 1997 и в 2007 годах, а также в 2006 году игры баскетбольной Great Midwest Conference.
Арена также принимала такие шоу WWE как Главное событие 5 февраля 1988 года, No way Out 2002 и Taboo Tuesday (2004).

## Вместительность
Арена может принять до 20 000 человек для концертов, 19 000 для баскетбольных матчей колледжей, 18 717 человек для матчей НБА и 17 800 для хоккейных матчей.